# Premio Nacional de Radio
El Premio Nacional de Radio es un galardón que otorga anualmente la Academia Española de la Radio, en reconocimiento a los profesionales destacados del sector en el año en cuestión.
La primera edición fue en 2009 y se celebró en el RiojaForum de Logroño. Las siguientes ediciones se llevaron a cabo en el Mira Teatro de Pozuelo de Alarcón, Madrid. Desde 2020, este premio se entrega dentro del evento Premios Excelencia de Radio y Televisión que organiza la Fundación Gala Acción Social, presidida por María Cansino del Pino. El galardón que se entrega consiste en una estatuilla que representa un micrófono antiguo laureado.

## Galardonados
El Premio Nacional de Radio está destinado a reconocer la labor realizada por emisoras, programas o profesionales de diferentes especialidades radiofónicas.
A largo de distintas ediciones, han sido muchos los galardonados.